# Agrotis lignosina
Agrotis lignosina är en fjärilsart som beskrevs av Emilio Berio 1936. Agrotis lignosina ingår i släktet Agrotis och familjen nattflyn. Inga underarter finns listade i Catalogue of Life.